# Fővárosi Autóbuszüzem
A Fővárosi Autóbuszüzem (röviden FAÜ) egy 1951–67 között működő, Budapest autóbusz közlekedését lebonyolító vállalat volt. A BSZKRT 1949-es feldarabolásával jött létre a Fővárosi Autóbusz Községi Vállalat (FAKV), de egy törvényi változás miatt a nevét 1951. január 1-jén Fővárosi Autóbuszüzemre módosították.

## Története
A vállalat első nagy feladata volt a Budapesthez csatolt települések autóbusszal való kiszolgálása, többek között Cinkotát, Csepelt, Kispestet, Rákospalotát, Pesterzsébetet, Pestlőrincet, Újpestet és még számos területet kapcsoltak be a budapesti autóbuszvonal-hálózatba. 1950. november 2-án kísérleti jelleggel létrehozták Budapest első gyorsjáratát 105-ös jelzéssel a Pasaréti tér és a Deák tér között az 5-ös busz vonalán, de kihasználatlanság miatt már januárban megszűnt. Új járműveket csak korlátozott mennyiségben és előre meghatározott időközönként tudtak beszerezni a tervgazdálkodás miatt, ezért egyre többször fordult elő utaslemaradás, de nem volt ritka a jármű oldalára felkapaszkodva való utazás sem. Az Ikarus Karosszéria- és Járműgyár létrehozása után a gyár típusait a FAÜ tesztelte a budapesti vonalakon, a városi kialakítású járművekből vásároltak is. Ezzel újabb járatokat tudtak indítani, illetve számos, más társaság által üzemeltetett vonalat vettek át.
1953-ban elkezdték felújítani a világháborúban megsérült villamos erőműveket, a kimaradó villamosjáratok helyett is autóbuszok közlekedtek. A korlátozást akkor oldották fel, amikor a feltorlódott utasok és a rendkívül ritkán járó villamosok személyzete összekapott, ezáltal az autóbuszok zsúfoltsága is csökkent.
1954-től újra érkeztek autóbuszok, azonban a szűkös kialakítás és kevés férőhely miatt a FAÜ elkezdte vizsgálni a pótkocsis közlekedés lehetőségeit. Első próbaként egy már forgalomból kivont MÁVAG buszt alakították át pótkocsivá és egy Ikarus 60-as mögé csatolták. Az utasforgalmi teszt alapján kiderült, hogy belvárosi közlekedésre alkalmatlan a jármű, így külvárosi, viszonylag egyenes szakaszokra tették ki. A tesztjárművet a forgalomból kivonták, mivel  az Ikarus által újonnan gyártott pótkocsis buszokat tudták forgalomba állítani. 1958. április 4-én átadták a Kilián garázst, ezzel csökkent a másik kettő garázs zsúfoltsága. Egy év sem telt el és a Mező garázst is sikerült átadni, innen a belvárosi vonalakra adtak ki autóbuszokat.
1958 júliusában kísérleti jelleggel bevezették az ülőkalauzos rendszert, a kedvező tapasztalatok után minden buszon ezt a módszert alkalmazták. A járatok zsúfoltságát továbbra sem sikerült csökkenteni. Az Ikarus gyár már dolgozott az első csuklós busz prototípusán, de sorozatgyártást még nem tudtak ígérni. A Fővárosi Autóbuszüzem három mérnöke, Rózsa László, Lassú Gábor és Színi Béla ezért új ötlettel álltak elő: házilag készítenek csuklós buszokat. A fejlesztés ideje alatt újabb pótkocsis buszokat állítottak forgalomba, majd egy Ikarus 60-as és MÁVAG Tr 5-ös buszból elkészült a FAÜ saját csuklós buszának prototípusa. A FAÜ ITC-600-as típusnevet viselő jármű első útját 1960. november 7-én tette meg az 1-es vonalon a Hősök tere és a Kosztolányi Dezső tér között. A busz menetdinamikája és fordulékonysága annyira jól sikerült, hogy a FAÜ sorozatgyártásba kezdett és végül 147 darabbal készültek el. 1961-től újabb típusokkal is készültek házi csuklós buszok. FAÜ IC-622, FAÜ IC-620 néven csak prototípusok, míg FAÜ IC-660 néven sorozatban is.
1959. június 1-jén újra bevezették a gyorsjáratokat, ekkor már az utasok is használták. 1960. május 1-jén átvették a repülőtéri járat üzemeltetését. A menetrend szerinti közlekedés mellett a FAÜ kísérletezett a városnéző buszok üzemeltetésével is, ehhez mikrobuszokat is beszereztek.

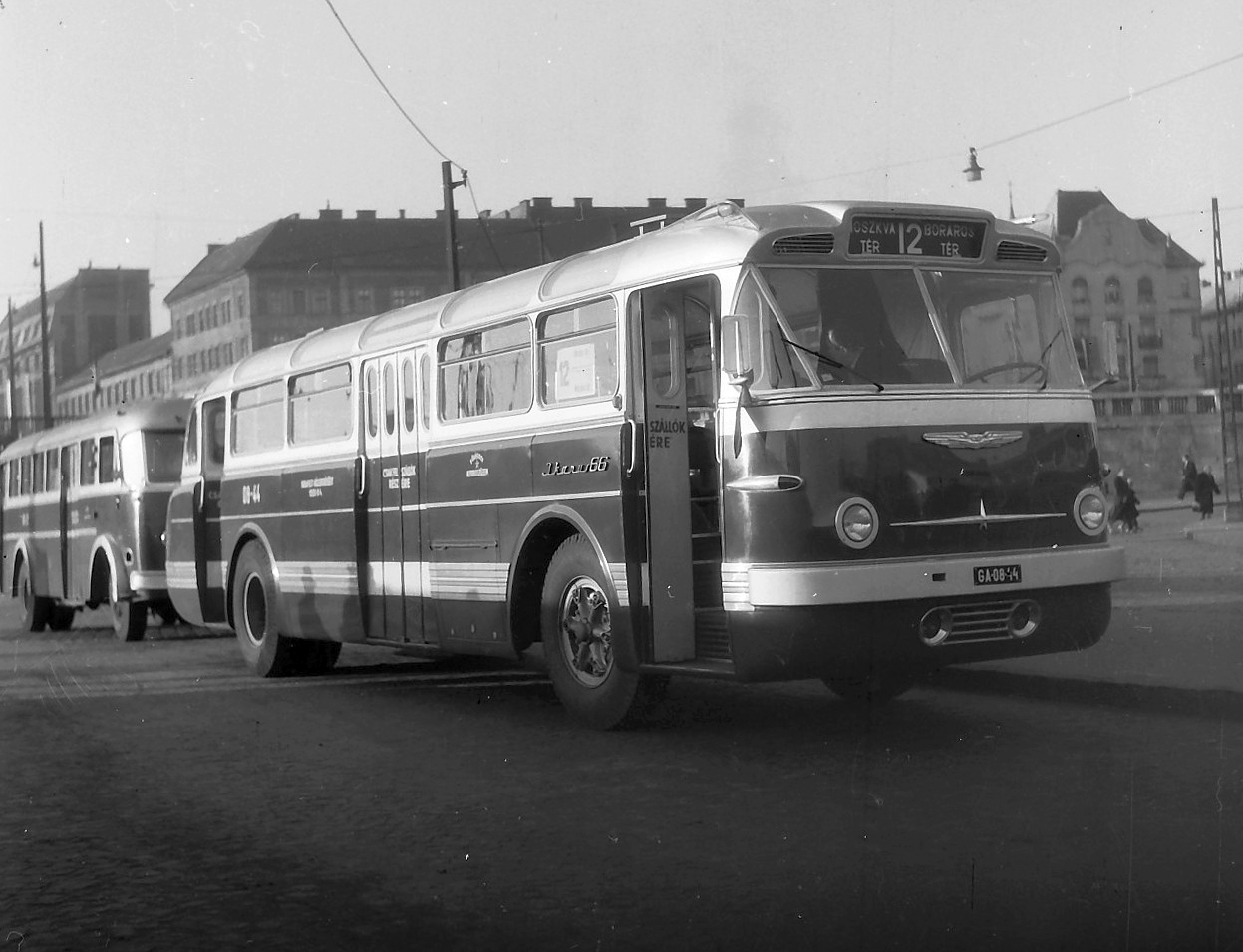
A FAÜ egyik Ikarus 66-osa

1961. június 15-én új járatszámozási szabályzatot vezettek be, miszerint alapjáratok az 1-69 és 90-100 tartományból kerülhetnek ki, a gyorsjáratok 101-199 közötti számot kaphatnak, a betétjáratokat pedig A, B, vagy C jelzéssel kell ellátni. Elindultak az Y jelzésű elágazójáratok is, a betűjelzéses járatok pedig viszonylatszámot kaptak. Különböző gyárak műszakváltásait az ún. gyári járatok indításával segítették, ezek a belvárosi csomópontokhoz közlekedtek. A kirándulókat szintén a belvárosból gyorsjáratok vitték ki a Budai-hegyekbe. A kalauzrendszer kiváltása miatt kísérletet tettek a kalauz nélküli kocsik indításával, de ez ekkor még nem vált be.
A forgalomirányítási módszerek fejlesztéséhez hozzátartozott az indító ellenőr kiváltása. Ehhez fotocellás érzékelővel és ipari televízióval is próbálkoztak, de technikai hiányosságok miatt nem vált be. Kiépítették az URH-hálózaton keresztüli kommunikációt a forgalmi ügyelet, a végállomások és a javító kocsik között, ezáltal hatékonyabban lehetett beavatkozni forgalmi zavar esetén. 1964 januárjában forgalomba állt az Ikarus csuklós busza is, de megbízhatósága miatt továbbra is folyt a házilag készített csuklós buszok építése.
1967-ben nyilvánvalóvá vált, hogy hiba volt a BSZKRT megszüntetése, ezért elkezdték az új integrált közlekedésszervező létrehozását. Az új vállalat Budapesti Közlekedési Vállalat néven 1968. január 1-jén kezdte meg működését, a FAÜ pedig megszűnt.